# Virgaurea
Virgaurea är ett släkte av korgblommiga växter. Virgaurea ingår i familjen korgblommiga växter.
Kladogram enligt Catalogue of Life:
| Virgaurea | \| \| Virgaurea calcicola \| \| \| \| \| \| Virgaurea virgaurea \| \| \| \| |
|           | \| \| Virgaurea calcicola \| \| \| \| \| \| Virgaurea virgaurea \| \| \| \| |
|           | Virgaurea calcicola                                                         |
|           |                                                                             |
|           | Virgaurea virgaurea                                                         |
|           |                                                                             |